# Straßenbahnmuseum Stockholm

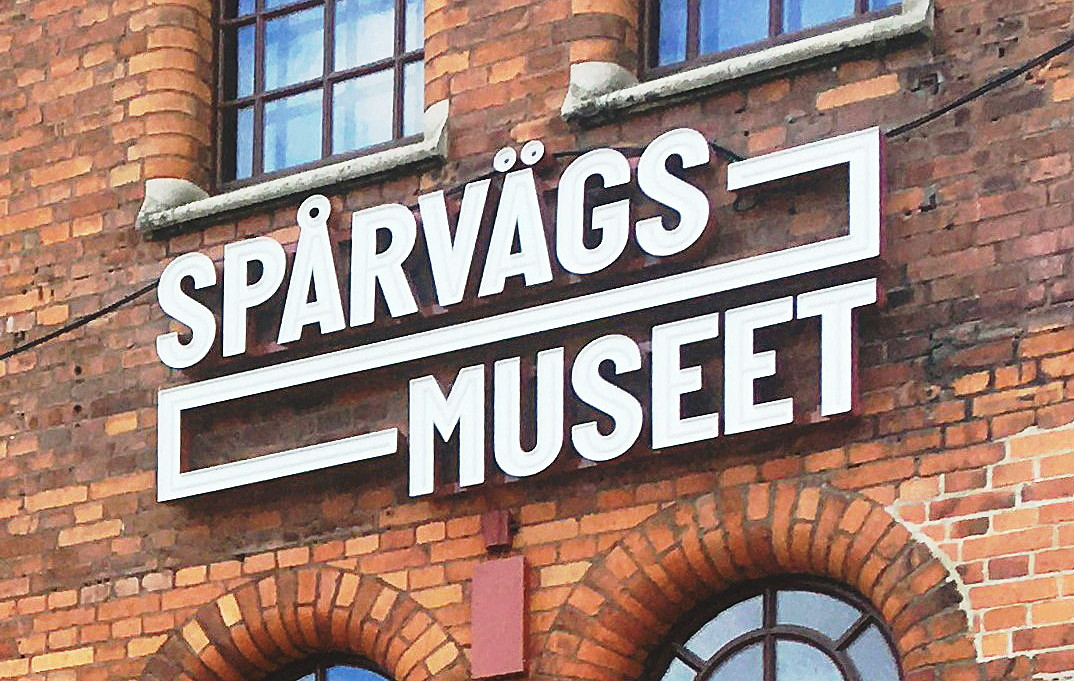
Straßenbahnmuseum Stockholm

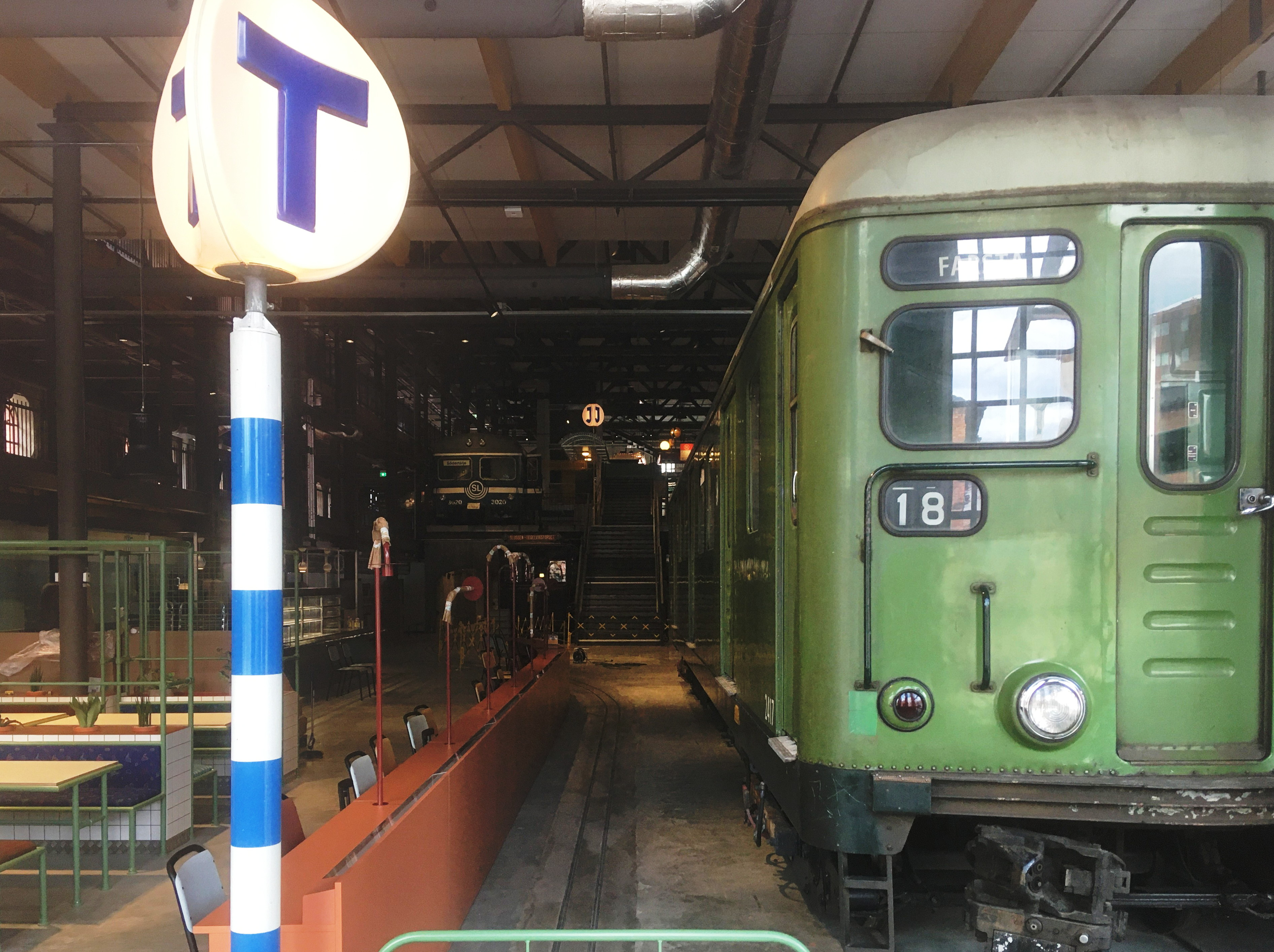
Historischer U-Bahnwagen

Das Straßenbahnmuseum Stockholm (schwedisch Spårvägsmuseet) ist ein Straßenbahnmuseum in Schweden. Das Museum befindet sich seit Mai 2022 in neuen Räumlichkeiten am Gasverkstorget 1 im ehemaligen Gaswerk von Stockholm.

## Geschichte
Der Chef der Stockholmer Straßenbahn, Ernst Hjortzberg, bemühte sich bereits in der Zeit um 1920 um die Gründung einer Sammlung. Anlass war die Bewahrung einer Pferdebahn aus dem Jahr 1877. Als Gründungsjahr gilt das Jahr 1922. Zu diesem Zeitpunkt wurde der Hauptteil der damaligen Sammlung auf dem Dachboden der Straßenbahnwagenhalle gezeigt. Vermutlich war das Museum für Mitarbeiter des Straßenbahnbetriebs gedacht. Ob und gegebenenfalls wie die Öffentlichkeit Zugang zur Sammlung hatte, ist unklar.
1944 bezog das Museum größere Räumlichkeiten und hatte einen direkten Zugang von der Tulegatan. 1963 besuchte König Gustav VI. Adolf das Museum. 1964 zog das Museum in den U-Bahnhof Odenplan. Der Zugang zum Museum befand sich im Luftschutzraum zwischen den beiden Bahnsteigen. 1990 zog das Straßenbahnmuseum in die Söderhallen, Tegelviksgatan. Dort wurde es am 11. September 2017 wegen Umzug geschlossen. Die Wiedereröffnung fand am 21. Mai 2022 in Östermalm in einem ehemaligen Industriegebäude des Stockholmer Gaswerks statt.

## Ausstellung
Auf einer Ausstellungsfläche von 3700 Quadratmetern werden etwa 50 Fahrzeuge, insbesondere Straßenbahnen, aber auch Kutschen, U-Bahnen, Oberleitungsbusse und Omnibusse, gezeigt. Sie stellen die Geschichte des öffentlichen Personennahverkehrs in Stockholm dar. Zum Museum gehören Züge, die außerhalb der Museumsanlage auf öffentlichen Strecken gefahren werden. Museumseigene Oldtimer-Busse fahren in den Sommermonaten regelmäßig vom Norrmalmstorg, über Slussen zum Straßenbahnmuseum. Museumsdirektor ist Christ Sandahl (Stand 2015).
Das Museum betreibt einen Museumsshop und ein Museumscafé. Zur Museumsanlage gehört eine Bibliothek und ein Archiv.